# Nina Zulič
Nina Zulić, slovenska rokometašica, * 4. december 1995, Ljubljana.
Nina Zulić igra za CS Gloria Bistrița in Slovensko žensko rokometno reprezentanco.
Z reprezentanco Slovenije je nastopila na Evropskem ženskem prvenstvu v rokometu leta 2016, 2018 in 2020 ter na Svetovnem ženskem prvenstvu v rokometu leta 2017, 2019 in 2021.